# Uri (bang)
Uri (tiếng Đức: Uriⓘ) là một trong 26 bang của Thụy Sĩ.

## Lịch sử dân số
Nguồn:
| Dữ liệu lịch sử dân số | Dữ liệu lịch sử dân số | Dữ liệu lịch sử dân số | Dữ liệu lịch sử dân số | Dữ liệu lịch sử dân số | Dữ liệu lịch sử dân số | Dữ liệu lịch sử dân số | Dữ liệu lịch sử dân số | Dữ liệu lịch sử dân số | Dữ liệu lịch sử dân số | Dữ liệu lịch sử dân số | Dữ liệu lịch sử dân số   |
| Năm                    | Tổng dân số            | Nhói tiếng Đức         | Nói tiếng Ý            | Công giáo              | Tin Lành               | Khác                   | Do Thái                | Christian Catholic     | Không                  | Người Thụy Sĩ          | Không phải người Thụy Sĩ |
| ---------------------- | ---------------------- | ---------------------- | ---------------------- | ---------------------- | ---------------------- | ---------------------- | ---------------------- | ---------------------- | ---------------------- | ---------------------- | ------------------------ |
| 1850                   | 14,505                 |                        |                        | 14,493                 | 12                     |                        |                        |                        |                        | 14 465                 | 40                       |
| 1860                   | 14,741                 |                        |                        |                        |                        |                        |                        |                        |                        |                        |                          |
| 1870                   | 16,095                 |                        |                        |                        |                        |                        |                        |                        |                        |                        |                          |
| 1880                   | 23,744                 | 18,024                 | 5,313                  | 23,149                 | 524                    | 21                     | 7                      |                        |                        | 17 376                 | 6 368                    |
| 1888                   | 17,249                 |                        |                        |                        |                        |                        |                        |                        |                        |                        |                          |
| 1900                   | 19,700                 | 18,685                 | 947                    | 18,924                 | 773                    | 3                      | 1                      |                        |                        | 18 267                 | 1 433                    |
| 1910                   | 22,113                 |                        |                        |                        |                        |                        |                        |                        |                        |                        |                          |
| 1920                   | 23,973                 |                        |                        |                        |                        |                        |                        |                        |                        |                        |                          |
| 1930                   | 22,968                 |                        |                        |                        |                        |                        |                        |                        |                        |                        |                          |
| 1941                   | 27,302                 |                        |                        |                        |                        |                        |                        |                        |                        |                        |                          |
| 1950                   | 28,556                 | 27,639                 | 693                    | 26,439                 | 2,073                  | 24                     |                        | 20                     |                        | 27 743                 | 813                      |
| 1960                   | 32,021                 |                        |                        |                        |                        |                        |                        |                        |                        |                        |                          |
| 1970                   | 34,091                 | 31,546                 | 1,900                  | 31,732                 | 2,236                  | 113                    |                        | 10                     | 31                     | 31 393                 | 2 698                    |
| 1980                   | 33,883                 |                        |                        |                        |                        |                        |                        |                        |                        |                        |                          |
| 1990                   | 34,208                 |                        |                        |                        |                        |                        |                        |                        |                        |                        |                          |
| 2000                   | 34,777                 | 32,518                 | 462                    | 29,846                 | 2,074                  | 2,835                  | 7                      | 22                     | 818                    | 31 706                 | 3 071                    |